# Finnische Mythologie
Als finnische Mythologie werden die frühen Glaubensvorstellungen der Finnen zusammengefasst. Es handelt sich um einen schwer abgrenzbaren Teilbereich der Mythologie der finno-ugrischen Völker. Verbindend sind Grundelemente der Kosmogonie, der Glaube an die Macht von Zauberern und Schamanismus. Das finnische Nationalepos ist die Kalevala.
Erstmals erwähnte Bischof Mikael Agricola in seiner Einleitung zur finnischen Übersetzung des neuen Testaments 1551 die finnische Mythologie. Er beschrieb mehrere Götter und Geister. Finnische Mythen wurden von Elias Lönnrot in der Kalevala zusammengefasst und trugen zum finnischen Nationalbewusstsein bei.

## Entstehung und Aufbau der Welt
| A Himmelskuppeln B Polarstern C Säule D Kinahmi, der Strudel E Pohjola, das Nordland | F bewohnbare Welt G Lintukoto am Ende der Welt H Tuonela, das Totenreich, wahrscheinlich kopfüber |

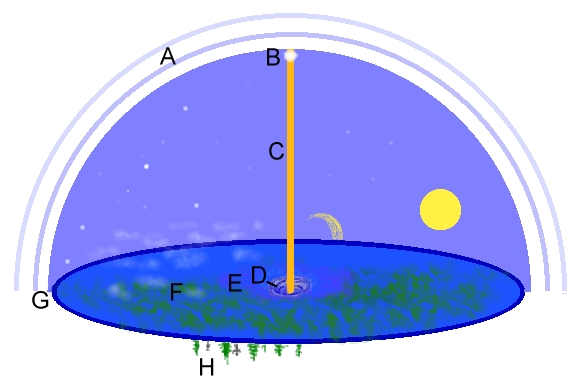
Aufbau der Welt

Die finnische Mythologie besagt, dass die Welt aus den sieben Eiern eines Entenvogels entstanden ist, die auf dem Knie der Göttin der Lüfte, Ilmatar, abgelegt wurden, dann heruntergefallen sind und im Urmeer zerbrachen. Die Eierschalen bildeten die Himmelskuppeln und das Land, das Eigelb die Sonne und den Sonnengott Päivätär, das silberne Eiweiß den Mond und den Mondgott Kuu. Aus weiteren kleinen Eierschalenstücken bildeten sich die Sterne.
Der Himmel stützt sich auf eine Säule, die auf dem Nordpol steht. Die Bewegung der Sterne wurde damit erklärt, dass sich am Nordpol ein riesiger Strudel, Kinahmi genannt, befindet, der die Säule und das darauf befestigte Himmelszelt dreht. Durch diesen Strudel sollen auch die Seelen der Menschen in das Totenreich Tuonela gelangen.
Die flache Erde ruht in der Mitte des Urozeans. Am Ende der Welt sollte Lintukoto sein, die Heimat der Vögel, eine warme Region, in die sich die Vögel im Winter zurückziehen. Die Milchstraße wurde Linnunrata (deutsch: „Der Weg der Vögel“) genannt, da man glaubte, dass die Vögel auf dieser nach Lintukoto und wieder zurück gelangten.
Vögel haben auch ansonsten eine große Bedeutung in der finnischen Mythologie. So bringen sie dem Menschen bei seiner Geburt seine Seele und bringen sie beim Tod wieder weg. Um seine Seele im Schlaf zu schützen, musste man eine hölzerne Vogelfigur in seiner Nähe haben. Dieser Seelenvogel, Sielulintu genannt, verhindert, dass die Seele in den Träumen verloren geht.

## Helden, Götter und Geister
- Ägräs: Schutzgott der Pflanzen und Gott des Weins
- Ahti (auch Ahto): Gott des Meeres und des Fischens
- Ajatar (auch Ajattara oder Aijo): böser Waldgeist
- Akka: Mutter Natur, Frau von Ukko
- Antero Vipunen: verstorbener Riese
- Heikki Luunta; Schneegeist
- Hiisi: Dämon
- Ilmarinen: einer der wichtigsten Helden des Kalevala-Epos, zauberkräftiger Schmied, Erschaffer des Sampo
- Ilmatar (auch Luonnotar): Göttin der Lüfte, Erschafferin der Welt und Mutter von Väinämöinen
- Jumala: Gott des Himmels, Jumala wurde später der Gott der Christen genannt
- Kalevan poika: riesiger Held, der ganze Wälder fällen kann
- Kalma: Göttin des Todes und der Verwesung
- Kave: ehemaliger Gott des Himmels, später der Gott des Mondzyklus, Vater von Väinämöinen
- Kullervo: tragischer Charakter der Kalevala
- Kuu: Der Gott des Mondes[1]
- Lemminkäinen (auch Kaukomieli): einer der wichtigsten Helden des Kalevala-Epos, leichtsinnig, abenteuerlustig
- Lempo: böser Geist
- Louhi (auch Loviatar): Königin von Pohjola
- Maahiset, kleine Geister unter der Erde, leben in einer verkehrten Welt, tauschen Kinder gegen Wechselbälge aus und bringen Krankheiten
- Menninkäinen: Gnom bzw. Goblin
- Mielikki: Göttin des Waldes und der Jagd, Frau von Tapio
- Näkki: furchtsamer Geist in Pfützen und Brunnen
- Nyyrikki: Gott der Jagd, Sohn von Tapio
- Otso: Geist des Bärens
- Päivätär: Göttin der Sonne und des Sommers
- Peikko: Troll
- Pelto-Pekka: Gott des Bieres und der Trunkenheit
- Pekko (auch Pellon-Pekko): Gott des Feldes und der Früchte
- Piru: Dämon
- Rahko: Gott der Zeit
- Sampsa (auch Pellervo): Gott der Ernte
- Surma: Monster, das die Grenzen von Tuonela bewacht
- Tapio: Gott des Waldes
- Tellervo: Göttin und Helferin von Tapio und Mielikki
- Tonttu: Schutzgeist, Wichtelmann (Kotitunttu – Schutzgeist des Hauses, Pihatonttu – Schutzgeist des Gartens, Saunatonttu – Schutzgeist der Sauna u. a.)
- Tuonetar: Göttin der Unterwelt Tuonela
- Turisas: Gott des Krieges.
- Tuulikki: Göttin des Waldes, Tochter von Tapio und Mielikki
- Ukko: Hochgott, Gott des Himmels und des Donners
- Väinämöinen: weiser Held und magischer Musiker
- Vellamo: Göttin des Meeres und des Sturmes, Frau von Ahti
- Vedenemo: Göttin des Wassers